# 大畑祭
大畑八幡宮例大祭は、むつ市大畑町で9月14日～16日までの3日間で行われる祭り。主要神社は「大畑八幡宮」と「春日神社」である。

## 概要
14日は「宵宮祭」で、「能舞」「神楽」「山車」などが各町内を練歩く。
15日、16日は「本祭」で、八幡宮から御神輿が出てその後ろを大神楽、能舞、神楽が行列を作る。これは「渡御の行列」と言われる。御供の山車が続き、山車が六台以上に増えた昭和39年（1964年）以降においては、むつ・下北地域では最多数の山車が参加する祭となった。
この渡御に関わる行列が平成12年に、「青森県指定無形民俗文化財」に指定された。

## 日程

### 9月14日（宵宮祭）
- 午前～夕方　山車　各町内運行
- 18:00　山車　八幡宮参社
- 19:00　能舞、神楽　八幡宮参社、宵宮祭
- 22:00　能舞、神楽、山車　八幡宮より退社

### 9月15日（本祭）
- 9:00　 能舞、神楽、山車　八幡宮参社
- 10:30　渡御の行列が八幡宮より出発し、南町を経て本町へ向かう
- 12:00　本町にて昼休憩
- 13:00　本町を出発し、東町、上野を経て湊へ向かう
- 18:00　湊にて夜の休憩
- 19:00　湊を出発し、春日神社へ向かう
- 20:00　春日神社到着
- 21:30　能舞、神楽、山車　春日神社より退社

### 9月16日（本祭）
- 9:00　 能舞、神楽、山車　春日神社参社
- 10:30　渡御の行列（順序は下記参照）が春日神社より出発し、大畑漁港へ向かう
- 11:30　大畑漁港にて海上安全・大漁祈願祭（浜祈祷）及び昼の休憩
- 13:00　大畑漁港を出発し、湊、中島、新町、湯坂下へ向かう（山車は豊榮會のみが湯坂下へ向かう）
- 17:30　御神輿、能舞、神楽、豊榮會は湯坂下にて、豊榮會以外の山車は新町にて夜の休憩
- 18:30　新町にて神楽一斉振り及び山車乱囃子、その後新町を出発し、本町を経て八幡宮へ向かう
- 20:00　八幡宮到着、御神輿還御
- 21:30　能舞、神楽、山車　八幡宮より退社

## 渡御の順序
- 太神楽
- 上野能舞
- 湊神楽
- 関根橋神楽
- 四神旗（青龍、玄武、朱雀、白虎）
- 御神輿
- 小目名神楽
- 正津川神楽
- 山車（順序は下記参照）

## 山車
大畑祭の山車（地元ではヤマと呼ばれている）の序列は、御神輿の渡御に供奉し始めた年代が古い順番だと云われており、八幡山から放生會までが江戸時代、豊榮會以降の山車は昭和になってから御供するようになった。
山車は、八幡山、鞍馬山、放生會、豊榮會、中島山が車輪も含めて木製の平山車であり、明神丸と天女丸が船山車である。
二階建ての山車の一階には囃子方（地元では乗子「のりこ」と呼ばれており、小学校高学年、中学生、高校生で構成）、二階には御神体を乗せる。
以下、山車の順番（丸数字）、町内会と山車名及び読み仮名、渡御への参加年、装飾（御神体の飾り付けと説明）、見送り、特徴や備考について記載。

### ①本町　八幡山（ほんまち・はちまんやま）
- 参加年：享保3年（1718）
- 山車　 ：平成11年（1999）道地氏により制作。先代は昭和37年（1962）制作。
- 装飾　：源義家（八幡太郎）が、後三年の役にて雁の群れが乱れ飛んだのを見て敵の伏兵を見破り、戦に勝利したという故事に基づいたもの
- 見送り：琴高仙人乗鯉之図
- 特徴　：山車中央部にある第五の車輪を楔形の台の上に乗せ、山車を浮かせて回転させるという大変珍しい方向転換の形をとる。

### ②東町　鞍馬山（ひがしまち・くらまやま）
- 参加年：享保6年（1721）
- 山車　 ：昭和61年（1986）道地氏により制作。
- 装飾　：天狗と牛若（少年の頃、鞍馬寺に預けられていた源義経が、大天狗より兵法を授かり、打倒平家を目指して修行に励んだという伝説に基づいたもの）
- 見送り：二十四孝の一人郭巨が、黄金の釜を発見した図
- 特徴　：重量のある山車のため、祇園祭のように車輪の下に竹を敷きつめ、竹の上を滑らせるようにして方向転換をする。

### ③湊　明神丸（みなと・みょうじんまる）
- 参加年：不明
- 山車　 ：平成4年（1992）椛山の山田正博氏により制作。先代は昭和9年（1931）制作。
- 装飾　：槍や鉾、薙刀などの武具、帆柱、纏、紅白の吹流し（昔の軍船、江戸幕府御用船をかたどったものと云われている）
- 特徴　：通常の運行時には櫓漕ぎの「ハオイ」（掛け声）、方向変換の際は「木遣り」をかけて山車を曳く。

### ④新町　放生會（しんまち・ほうじょうえ）
- 参加年：寛保3年（1743）
- 山車　 ：昭和62年（1987）道地氏により制作。先代は昭和17年（1942）制作。
- 装飾　：源頼朝は、合戦にて多くの人馬を殺生したので、その供養のために旧暦8月15日に法会（放生会）を行い、生き物を放してやったという言い伝えに基づいたもの
- 見送り：浦島太郎
- 備考　：かつては、湯坂下、中島とともに「大新町」を形成しており、昭和に入って湯坂下と中島が大新町から分かれた後も半纏等にその呼称が残っている。

### ⑤湯坂下　豊榮會（ゆざかした・ほうえいかい）
- 参加年：昭和34年（1959）
- 山車　 ：平成11年（1999）制作。先代は新町の旧山車を譲り受けて運行。
- 装飾　：木曽義仲（源義仲）と巴御前
- 見送り：富士山と大黒様
- 備考　：参加当初は、八戸三社大祭の山車を借り、八戸の囃子で運行していた。昭和62年（1987）に放生會が使用していた旧山車を譲り受けて装飾を変え、大畑の囃子で運行を始めた。

### ⑥中島　中島山（なかじま・なかじまやま）
- 参加年：昭和39年（1964）
- 山車　 ：平成4年（1992）道地氏により制作。昭和50年（1996）に大湊より舟山車（天女丸）を借りて運行。
- 装飾　：川中島合戦における武田信玄
- 見送り：疾如風徐如林侵掠如火不動如山（風林火山の旗印）
- 備考　：昭和29年（1954）から樽神輿で参加した後、昭和39年（1964）に町内の有志によって山車が寄進され、昭和51年（1976）から現在のような装飾を始めた。

### ⑦上野　天女丸（うわの・てんにょまる）
- 参加年：昭和50年（1975）
- 山車　 ：昭和50年（1975）に正津川地区より荷馬山車を借りて参加。昭和51年（1976）大湊より舟山車（天女丸）を借りて運行。天女丸は昭和43年（1968）年に泊（六ヶ所村）の大工、赤石氏により制作。
- 装飾　：七面大明神（七面大天女）龍神(白龍王と青海龍)
- 見送り：飾り神輿
- 特徴　：明神丸同様に船山車のため、運行の際は「ハオイ」や「ソーラン節」など、その他沖揚げ音頭の掛け声を用いる。明神丸が軍船であるのに対し、天女丸は北前船をかたどったものと云われている。
- 備考　：かつて豪勢組の半纏を着て庚申組と共に鞍馬山を曳いていた。昭和50年（1975）に正津川より屋台山車を借りて、豪勢組（会）として祭典に参加し、現在に至る。

## 囃子
大畑祭の囃子は、祇園祭の流れを汲んでいると云われており、鉦、篠笛、鼓、締太鼓、大太鼓で時に雅に、時に賑やかに演奏される。
囃子は大きく分けて五種類あり、普段は一階（囃子方の乗子がいる部分）の幕を下ろして演奏し、乱囃子の際は幕を上げて演奏する。
また、各町内によって囃子の解釈が若干異なる。※
- ハンユイ　：通常の運行時に用いられ、唯一笛を使わない囃子。
- 本囃子　　：神社での祈祷時、御神輿や神楽、各所の神社仏閣、会所、他の山車・御神体に対して、敬意を表す格調高い囃子。
- 御祝儀　　：ご祝儀をいただいた際、その人や各家庭に御礼の意を表す囃子。ご祝儀をいただいた一人ひとりに門打ちをする。
- かじまがり：方向転換の際に演奏する囃子。山車によって『曲がり』『ヨイワサ』や『ドガヒャラ』等、呼称に違いがある。
- サンバ　　：山車を逆引き（ぎゃくびき・さかびき）する際、または、来た道を戻る際、夜間の退社時に神社の通りや他の町内を運行する際に敬意と感謝を込めて演奏する囃子。※
- 乱囃子　　：夜間に神社での祈祷が終了した際、山車が町内に帰った後で演奏される賑やかな囃子。

乱囃子には数種類あり、中でも一般的なのは『酒盛り』という囃子で、「ヤマヤレ」の掛け声で盛り上がる。
町内によっては、『八幡太郎』、『ネブタ』、『数え唄』、『鯉の滝登り』等の乱囃子も演奏する。